# Bergnachtschwalbe
Die Bergnachtschwalbe (Antrostomus saturatus, Syn.: Caprimulgus saturatus),  ist eine Vogelart aus der Familie der Nachtschwalben (Caprimulgidae).
Sie kommt im subtropischen oder tropischen feuchten Bergwald in Costa Rica und im Westen Panamas vor, insbesondere in der Cordillera de Tilarán oberhalb 1500 m und der Cordillera de Talamanca ab 1800 m sowie in der Provinz Chiriquí.
Ihr Verbreitungsgebiet umfasst hauptsächlich Bergwald, Sekundärwald und mit Bäumen und Dickicht bewachsene Hochflächen, gerne an Waldrändern.

## Beschreibung

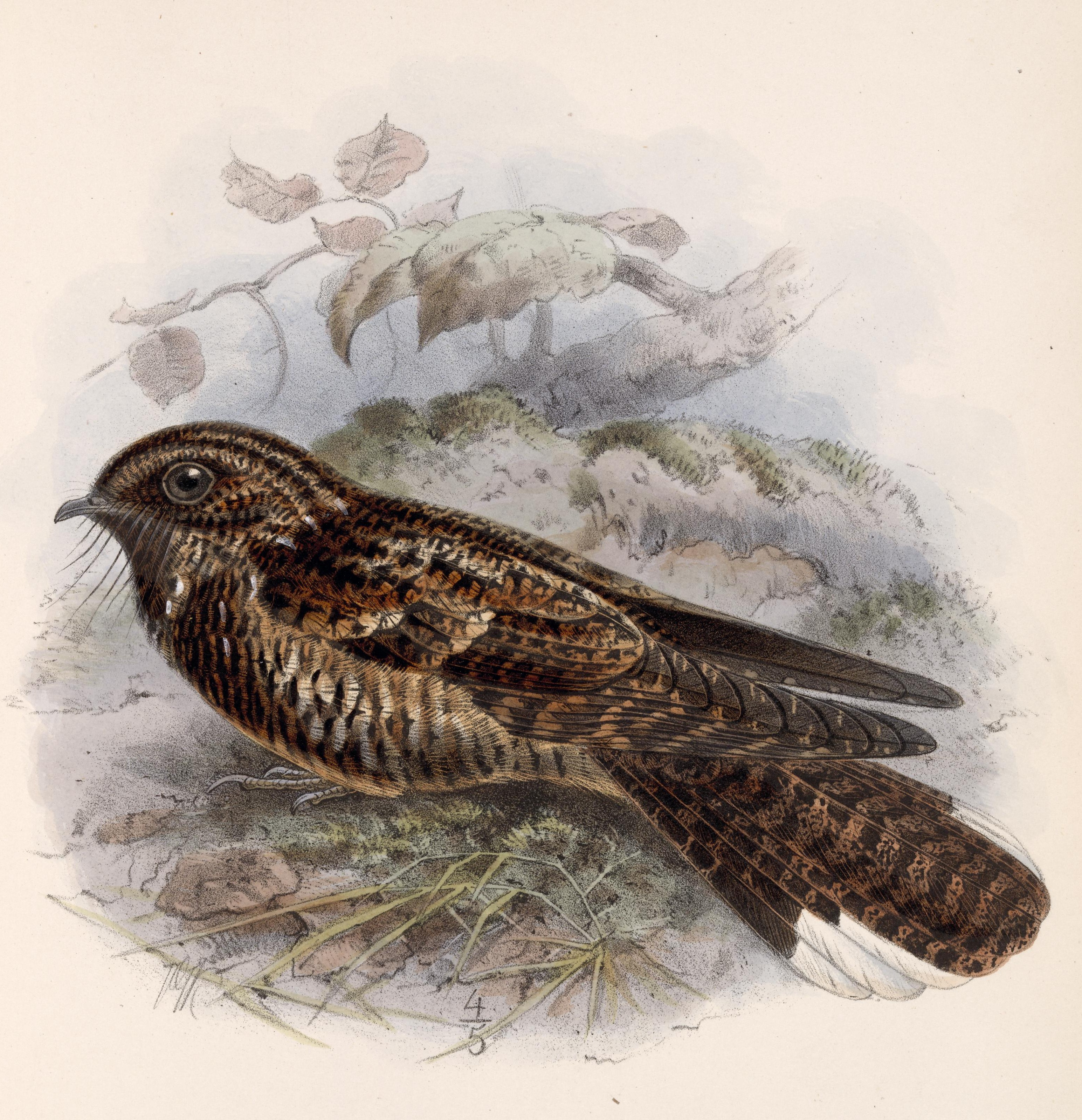
Bergnachtschwalbe, Illustration

Verbreitungsgebiet der Bergnachtschwalbe (grün)

Die Bergnachtschwalbe ist 21–25 cm groß, das Männchen wiegt etwa 53 g, das Weibchen etwa 51 g. Sie ist eine dunkel gefärbte Nachtschwalbe, wenig strukturiert wirkend mit weißen Spitzen auf den äußeren Steuerfedern beim Männchen, gelbbraun beim Weibchen. Im Fluge fehlt das Weiß auf den Handschwingen. Die Bergnachtschwalbe kann mit der Rostnachtschwalbe  (Antrostomus rufus) und der sehr seltenen Schwarzkehl-Nachtschwalbe (Antrostomus vociferus) verwechselt werden.

## Stimme
Der Ruf des Männchens wird als undeutliches whEE-per-ehEE beschrieben mit leicht ansteigender Tonfolge.

## Lebensweise
Die Nahrung besteht aus Nachtfaltern und Käfern. Die Bergnachtschwalbe jagt von niedrigen Ansitzen aus an Waldrändern und in Lichtungen.
Die Brutzeit liegt zwischen Februar und April. Genistet wird in Lichtungen mit einzelnen Bäumen, oft im hohen Gras.

## Gefährdungssituation
Die Bergnachtschwalbe gilt als „nicht gefährdet“ (least concern).